# 水道 (小說)
《水道》是一部由史蒂芬·金於1981年在《北佬雜誌》 上所連載的短篇小說，並於1985年收錄在短篇小說集《史蒂芬·金的故事販賣機》內，此故事曾於2006年改編成漫畫收錄在《The Secretary of Dreams》中。

## 故事簡介
史黛拉是村莊裡最高齡的人士，見證了村內各人的大小事，隨著史黛拉年紀越大，身體越來越差，慢慢見到村中已過世的人的鬼魂，以至見到亡夫的靈魂。她的亡夫引導她穿越一生從未穿越過的水道，並且與其他死去的親朋好友為史黛拉唱歌，然後在生的人發現史黛拉已經過世了。